# Wilhelm Ollinger
Wilhelm Ollinger (* im 19. oder 20. Jahrhundert; † im 20. Jahrhundert) war ein deutscher Landrat. 

## Leben
Wilhelm Ollinger war gelernter Kaufmann und wurde am 2. November 1945 von der französischen Militärregierung als Landrat des Landkreises Merzig-Wadern eingesetzt, nachdem Luitwin Maria von Boch-Galhau zum Präsidenten der Saarländischen Handelskammer berufen worden war. 
Zu diesem Zeitpunkt hatte der „alte“ Kreis Merzig, der nach dem Friedensvertrag von Versailles den Restkreis Merzig-Wadern an das Land Rheinland-Pfalz abtreten musste, noch Bestand.
Zum 1. Oktober 1946 wurden die beiden Gebietskörperschaften durch die Militärregierung zusammengelegt und zum Kreis Merzig-Wadern vereinigt. Zwei Wochen später wurde Ollinger durch Wilhelm Bur im Amt als Landrat des neuen Kreises abgelöst.